# Tubridy-Skandal

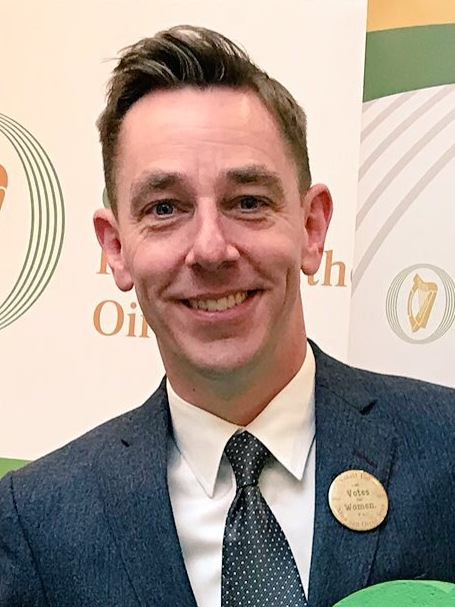
Ryan Tubridy, 2018

Der Tubridy-Skandal ist ein Skandal um die Finanzen des öffentlich-rechtlichen Rundfunkveranstalters Irlands, der Raidió Teilifís Éireann (RTÉ). Der Skandal entlud sich 2023 ursprünglich um das Gehalt des Talkshow-Moderators Ryan Tubridy, der zusätzlich zu seinem offiziellen Gehalt weitere 345.000 € aus Schattenkonten erhielt. Er weitete sich später zu einem allgemeinen Skandal um den öffentlich-rechtlichen Rundfunk in Irland aus und erschütterte dessen Glaubwürdigkeit nachhaltig.

## Hintergrund
Der öffentlich-rechtliche Rundfunk in Irland finanziert sich neben staatlichen Zuschüssen und Werbeeinnahmen hauptsächlich aus Rundfunkgebühren, die für jedes Fernsehgerät in einem Haushalt erhoben werden, der sogenannten TV licence. Die RTÉ litt schon seit Jahren an chronischer Unterfinanzierung, die zu großen Teilen durch den Staat ausgeglichen werden muss, was auch daran liegt, dass 15 Prozent aller Iren die Rundfunkgebühr nicht bezahlen. Die RTÉ beschloss deshalb, zwischen 2020 und 2023 rund 60 Millionen Euro einzusparen, unter anderem durch Altersteilzeit und Verzicht auf teure Sportrechte. Der Versuch, ab März 2020 die Gehälter aller Angestellten des RTÉ auf Dauer einzufrieren, erklärte ein irisches Arbeitsgericht jedoch für unzulässig. Der Direktor des RTÉ erklärte im Januar 2023, dass der öffentlich-rechtliche Rundfunk in Irland ohne durchgreifende Änderung der Finanzierung keine Zukunft mehr habe.

## Verlauf
Ryan Tubridy ist ein Talkshow-Moderator, der seit 2009 die jeden Freitagabend ausgestrahlte Talkshow The Late Late Show auf dem irischen Fernsehsender RTÉ One moderierte. Sein Gehalt war höher als das Gehalt jedes anderen Angestellten des RTÉ.
Anfang 2023 veröffentlichte die RTÉ die Bilanzen für die Haushaltsjahre 2020 und 2021 und gab das Gehalt des Talkshowmoderators mit jeweils 466.250 € (2020) und 440.000 € (2021) an. Rechnungsprüfer stellten jedoch Unregelmäßigkeiten in den Bilanzen des Rundfunkveranstalters fest. Am 22. Juni musste die RTÉ eingestehen, dass Tubridy zusätzlich zu seinem regulären Gehalt noch weitere 345.000 € aus nicht deklarierten Schattenkonten zwischen 2017 und 2022 erhalten hatte.
Weitere Untersuchungen ergaben, dass aus den Schattenkonten der RTÉ noch weitere nicht deklarierte Ausgaben in Höhe von 275.000 € getätigt wurden. Davon gingen 111.000 € an Reise- und Eintrittskosten der Rugby-Union-Weltmeisterschaft 2019 in Japan, 138.000 € für 10-Jahres-Tickets der Spiele der Irish Rugby Football Union, und 26.000 € für das Finale der UEFA Champions League 2018/19.

## Folgen
Die RTÉ-Intendantin Dee Forbes wurde einen Tag vor Bekanntwerden des Skandals von ihrem Posten suspendiert und trat am 26. Juni 2023 zurück.
Ryan Tubridy hatte bereits vor Bekanntwerden des Skandals Ende März seinen Rücktritt als Moderator der The Late Late Show angekündigt, wurde aber im Lichte des Skandals kurzfristig aus dem Programm genommen. Später wurde bekannt, dass er nicht mehr als Moderator für die RTÉ tätig werde. Center Parcs zog sich als Sponsor der ebenfalls von Tubridy moderierten und auf dem britischen Privatsender Virgin Radio UK ausgestrahlten Talkshow The Ryan Tubridy Show zurück, um eine weitere Rufschädigung zu vermeiden.